# The Music That Inspired The Movie: Michael Jackson's This Is It
The Music That Inspired The Movie: Michael Jackson's This Is It (comunemente conosciuto come This Is It) è un album raccolta di Michael Jackson pubblicato il 26 ottobre 2009 come primo album postumo del cantante e come colonna sonora del film musicale Michael Jackson's This Is It. 
Il titolo dell'album è tratto dal nome del residency show di 50 date che il cantante avrebbe dovuto tenere a Londra a partire dell'estate del 2009, ma che venne annullato a causa del suo improvviso decesso. L'album è la colonna sonora dell'omonimo film, contenente le immagini delle prove dei concerti londinesi, e uscito il giorno successivo in tutte le sale mondiali per sole due settimane.

## Contenuti
Il primo disco contiene 14 successi di Michael Jackson, messi nello stesso ordine come appaiono nel film. Il disco si conclude con l'inedito This Is It. Il secondo disco contiene 3 demo inedite e termina con la poesia scritta e recitata da Michael Jackson Planet Earth, già contenuta, solo in versione scritta, all'interno del libretto dell'album Dangerous (1991) e, nella sua completezza, nel libro scritto da Jackson Dancing the Dream (1992).

## Versioni
L'album è uscito nell'edizione standard con doppio CD con un libretto di 36 pagine e in diverse edizioni limitate e speciali:
- Edizione in 4 dischi in vinile numerata e con un libro fotografico contenente le foto.
- Edizione destinata al mercato americano simile all'edizione standard, ma comprendente un poster.

Per il download digitale sono presenti la versione standard e una versione EP comprendente solo il disco 2 più le due versioni della canzone This Is It.

## Tracce
1. Wanna Be Startin' Somethin' – 6:02
2. Jam – 5:38
3. They Don't Care About Us – 4:44
4. Human Nature – 4:05
5. Smooth Criminal – 4:17
6. The Way You Make Me Feel – 4:58
7. Shake Your Body (Down to the Ground) (Single Edit) (brano dei Jacksons) – 3:53
8. I Just Can't Stop Loving You (Single Mix) – 4:12
9. Thriller – 5:57
10. Beat It – 4:17
11. Black or White – 4:16
12. Earth Song – 6:46
13. Billie Jean – 4:54
14. Man in the Mirror – 5:20
15. This Is It (inedito) – 3:37
16. This Is It (Orchestra Version) – 4:55
17. She's out of My Life (Demo) – 3:19
18. Wanna Be Startin' Somethin' (Demo) – 5:43
19. Beat It (Demo) – 2:08
20. Planet Earth (poesia recitata) – 3:14

## Successo commerciale
Dopo 4 giorni dalla sua pubblicazione il disco è stato certificato disco d'oro nel Regno Unito. La settimana seguente ha raggiunto la vetta in 16 paesi nel mondo, rispettivamente: Canada, Giappone, Francia, Italia, Paesi Bassi, Belgio, Turchia, Nuova Zelanda, Hong Kong, Corea, Filippine, Singapore, Taiwan, Thailandia, Medio Oriente, Colombia ed è entrato nella Top 3 in: Regno Unito, Australia, Argentina, Austria, Danimarca, Norvegia, Portogallo, Svizzera e Spagna. A distanza di 4 settimane dalla sua pubblicazione This Is It ha venduto 4 milioni di copie, di cui 964.000 negli Stati Uniti. Il 4 dicembre 2009, la RIAA ha certificato l'album doppio disco di platino, per una vendita di oltre 2 milioni di copie sul territorio. In tutto il mondo ha venduto oltre 5 milioni di copie. In Italia l'album è stato certificato quattro volte disco di platino con oltre 260.000 copie vendute, risultando l'album più acquistato dell'anno nel Paese.